# Live @ Metalcamp 2008
Live @ Metalcamp 2008 ist das erste Livealbum der Schweizer Pagan-Metal-Band Eluveitie. Es erschien am 24. Oktober 2008 über Nuclear Blast in einer limitierten Auflage von 500 Kopien. Darüber hinaus ist das Album in der Slania [2CD Tour Edition] ohne Limitierung erhältlich.
Das Album stellt einen Livemitschnitt des Eluveitieauftritts am 8. Juli 2008 auf dem Metalcamp im slowenischen Tolmin dar.

## Hintergrund
Auf der CD sind ausschließlich Lieder des Albums Slania und der EP Vên enthalten.
Am 4. Juni 2008 gaben Sevan und Rafi Kirder ihre Trennung von Eluveitie bekannt, sie sicherten jedoch zu, die noch ausstehenden Konzerte bis Mitte Juli mitzuspielen. Der Auftritt auf dem Metalcamp stellt daher das letzte ihrer Konzerte mit Eluveitie dar.

## Titelliste
| #  | Titel                    | Länge |
| -- | ------------------------ | ----- |
| 1  | Intro                    | 1:28  |
| 2  | Primordial Breath        | 4:52  |
| 3  | Gray Sublime Archon      | 4:13  |
| 4  | Inis Mona                | 5:21  |
| 5  | Bloodstained Ground      | 4:26  |
| 6  | Of Fire, Wind and Wisdom | 3:32  |
| 7  | Giamonios                | 2:13  |
| 8  | Slanias Song             | 6:36  |
| 9  | The Somber Lay           | 4:35  |
| 10 | Your Gaulish War         | 6:35  |
| 11 | Uis Elveti               | 5:21  |
| 12 | Tegernakô                | 7:35  |
| 13 | AnDro                    | 4:39  |

## Kritik
Das Album erhielt von der Fachpresse überwiegend gute Kritiken und wurde auch für seine Authentizität gelobt, so dass z. B. falsche Töne nicht digital entfernt, sondern einfach belassen wurden, und dadurch „ein glaubwürdiges Live-Dokument“ entstand.
Alexander Eitner vom Webzine metalnews.de verfasste ein Review zur Slania Tour Edition und kam bezüglich der Bonus-CD Live @ Metalcamp 2008 zu folgendem Fazit:

„Die Band präsentiert sich [auf Live @ Metalcamp 2008] prima aufeinander eingespielt und vor allen Dingen mit einem richtig guten Sound ausgestattet, denn gerade bei einer solch großen Truppe und vielen zum Einsatz gebrachten, oftmals akustischen Instrumenten steht und fällt das Konzert unweigerlich mit dem Sound. ELUVEITIE haben damit glücklicherweise überhaupt keine Probleme, da alle Instrumente bestens zur Geltung kommen und die dargebotenen Songs sich somit gut entfalten können. Überhaupt geben sich ELUVEITIE äußerst sympathisch und authentisch, während sie außerdem auf langatmige Ansagen verzichten, sondern einfach einen Knaller nach dem anderen zocken.

Die ‚Slania Tour Edition‘ ist […] ganz einfach ein Pflichtkauf, zumal es die Live-Scheibe als Bonus obendrauf gibt. Eine prima Sache [und] ein sehr gelungener Konzertmitschnitt […]“

Steve von metal.de lobt vor allem die gelungene Produktion und schrieb über das Album:

„Der Sound ist ziemlich klar, [trotz der Studionachbearbeitung] kommt [aber] auch die Live-Atmosphäre gut rüber und verströmt ein richtiges Konzert-Feeling. Das Publikum geht sehr gut mit, was in der Aufnahme auch eingefangen wurde. Alles in allem wurde ein intelligenter Kompromiss zwischen Authentizität und modernen Soundvorstellungen gefunden.

‚Live @ Metalcamp 2008‘ ist ein gelungenes Live-Album, das Eluveitie-Fans auf jeden Fall ihr eigen nennen sollten.“

Manuel Liebler verfasste für den Metal Hammer, trotz der von der gesamten Redaktion vergebenen 5 von 7 Punkten eine etwas verhaltene Rezension. Er kritisierte die kleine Auflage von 500 Kopien und den Umstand an sich, dass Eluveitie bereits nach zwei Studioalben ein Livealbum veröffentlicht haben. Er schloss seine Rezension mit dem Fazit:

„[D]en Alpenländern [ist es] auch auf dem Metalcamp eindrucksvoll gelungen […], melodischen Göteborger Todesblei und traditionelle keltische Volksweisen effektvoll miteinander verschmelzen zu lassen. Zugegeben: Wirkliche Überraschungen sind rar gesät. Außer vielleicht die Erkenntnis, dass wir im Prinzip alle käuflich sind. Es kommt eben nur auf den Preis an.“